# Adah Isaacs Menken
Adah Isaacs Menken (15 de junio de 1835 – 10 de agosto de 1868) fue una actriz, pintora, y poetisa estadounidense.

## Biografía
Nació como Adah Bertha Theodore en Nueva Orleans, Luisiana, de madre francesa criolla y del negro libre Auguste Theodore. Bailó como niña en Nueva Orleans, La Habana y Texas. Posteriormente trabajó en San Francisco, California. Menken fue conocida por su poesía y pintura. En 1859 apareció en Broadway en la obra The French Spy.
Se convirtió al judaísmo y se casó con el músico judío Alexander Isaac Menken. Su matrimonio fue de corta duración. Menken se separó, divorciándose posteriormente, aunque ella se mantuvo en dicha religión por el resto de su vida. Tuvo cuatro matrimonios en el espacio de siete años. Fue esposa de John C. Heenan y acusada de bigamia debido a que aún no se había legalizado el divorcio.
Interpretó a Mister Bones, un personaje trovador, e imitó a Edwin Booth como Hamlet y Richeliu. Se presentó con Blondin, un equilibrista de Niagara Falls. Su interpretación provocativa en el escenario, amarrada a la espalda de un caballo, vestida tan solo en mallas en Mazeppa la ayudaron para establecer su reputación de figura escandalosa. El 24 de agosto de 1863, el jefe del teatro San Francisco, Tom McGuire, presentó Mazeppa con la señorita Menken. Después, se casó con Robert Henry Newell. Tiempo después se separaría y volvería a casarse, esta vez con James Barkley. Los hechos probados de su vida se certificaron hasta 1938.
Adah Isaacs Menken falleció el 10 de agosto de 1868 en París, Francia, a los 33 años. Los medios de la época informaron que la causa de su deceso fue una peritonitis o tuberculosis, aunque más adelante se especuló con que pudiera haber sufrido de cáncer.